# Евлахов, Борис Михайлович
Борис Михайлович Евлахов (1891—1974) — советский певец (лирико-драматический тенор). Заслуженный артист РСФСР (1933). Солист Большого театра (1918—1923, 1927—1946).

## Биография
Родился 24 апреля 1891 году в городе Пятигорске. В этом городе Борис Михайлович начал заниматься вокалом. С двенадцатилетнего возраста мальчик ставил в домашних условиях водевили, а в 15 лет самостоятельно организовал свой детский любительский театр. Позже покинул родной город и уехал поступать в Музыкально-драматическое училище Московского филармонического общества. Экзамены сдал сразу на два отделения — драматическое и вокальное, но выбрал последнее, где обучался вокалу у знаменитого педагога А. М. Додонова.
В 1912 году артист был призван в армию, но уже через год он возвратился к обучению музыки. В феврале 1914 года Евлахов был принят по конкурсу на работу в частную оперу С. И. Зимина. Он участвовал в репетициях партии Альфреда в «Травиате» и Гринева в опере «Капитанская дочка», однако выступить ему не удалось, так как с началом Первой мировой войны прапорщик запаса Евлахов был призван в ряды Русской Императорской Армии. На фронте певец был дважды ранен, руководил культпросветработой в 107-м пехотном полку.
В конце 1917 года Евлахов возвращается к вокальному искусству и начинает работать в Москве, в летнем театре «У Лукоморья». В октябре 1918 года через конкурсную процедуру был зачислен в оперную труппу «Большого театра». В 1920 году выступал с разъездными концертами в составе «Большого театра» на передовых Гражданской войны.
В 1923 году прервал свою работу в Большом театре и много гастролировал. Выступал в Киеве, в Баку, в Тифлисском оперном театре. С 1924 по 1926 годы его вокал зритель мог услышать в Одесском и Пермском театрах. В сезоне 1926/1927 годов Евлахов работал в Новосибирске и Самаре, побывал на гастролях в Нижнем Новгороде, Твери, Астрахани, Иркутске, Челябинске, Пятигорске, Кисловодске, Ростове-на-Дону и других городах страны.
В октябре 1927 года артист возвратился на работу в Большой театр, где солировал ещё на протяжении двадцати творческих лет. В его репертуаре были как драматические, так и лирические образы и роли. В годы Великой Отечественной войны труппа Большого театра была эвакуирована в Куйбышев (ныне Самара), куда также поехал и Борис Евлахов, который стал участником многих постановок, в том числе «Кармен» в постановке Р. В. Захарова.
В 1933 году Борис Евлахов был удостоен почётного звания «Заслуженный артист РСФСР».
В 1946 году Евлахов принял решение оставить сцену и стал заниматься педагогической работой.
Проживал в Москве. Умер 26 января 1974 года. Похоронен на Донском кладбище.

## Роли
- Герман — «Пиковая дама» П. И. Чайковского;
- Голицын — «Хованщина» М. П. Мусоргского;
- Хозе — «Кармен» Ж. Бизе;
- Канио — «Паяцы» Р. Леонкавалло;
- Альфред — «Травиата» Дж. Верди;
- Радамес — «Аида» Дж. Верди;
- Манрико — «Трубадур» Дж. Верди;
- Рудольф — «Богема» Дж. Пуччини;
- Каварадосси — «Тоска» Дж. Пуччини;
- Калаф — «Турандот» Дж. Пуччини, первый исполнитель;
- Князь — «Русалка» А. С. Даргомыжского;
- Самозванец — «Борис Годунов» М. П. Мусоргского;
- Владимир — «Дубровский» Э. Направника;
- Андрей — «Мазепа» П. И. Чайковского;
- Григорий Мелехов — «Тихий Дон» И. И. Дзержинского;
- Джемс Уоттер — «Сын Солнца» С. Н. Василенко, 1929;
- Андрей — «Прорыв» С. И. Потоцкого, 1930;
- Давыдов — «Поднятая целина» И. И. Дзержинского, 1937;
- Павел Власов — «Мать» В. В. Желобинского, 1939.

## Награды и звания
- «Орден Трудового Красного Знамени» (02.06.1937) — за выдающиеся заслуги в деле развития оперного и балетного искусства[5].
- «Заслуженный артист РСФСР» (1933).